# Lucía Almada
Lucía Maitena Almada (Paraná, Provincia de Entre Ríos, Argentina; 1 de febrero de 2007) es una futbolista argentina que juega como delantera en UAI Urquiza del Campeonato Femenino de Primera División A.

## Trayectoria
Almada arrancó muy de joven a jugar en Los Naranjitos de Paraná y luego pasó por los clubes Soever y Corinthians hasta llegar al club Apren también de la ciudad de Paraná, desde sus inicios se destacaría por su habilidad, como el club Apren no contaba con equipo de fútbol femenino a Lucía le tocó jugar con el masculino hasta que en 2019 recibió un llamado del Club Unión desde entonces ella juega en el equipo de la capital santafesina.
En 2019 participó en una prueba de jugadoras de la Selección femenina de fútbol de Argentina donde no solo lograría pasar las pruebas sino que sería tenida en cuenta por la Selección sub-17 pese a tener 12 años. En el mismo año participó de la Danone Nations Cup competencia sub-12 donde el seleccionado se quedaría con un tercer puesto.
En el año 2022 participó en el torneo Conmebol Evolución (Paraguay), invitada para representar a la Argentina con el plantel del Club Atlético Platense.
2023 realizó el Campus Barca Academy desarrollado en Barcelona, fue convocada otorgándose una beca Completa

## Clubes
| Club        | País      | Año           |
| ----------- | --------- | ------------- |
| C. A. Unión | Argentina | 2019-presente |

### Estadísticas
- Actualizado al 21 de mayo de 2023

| C. A. Unión Argentina |                     |                                             |                                             |                                             |                                             |                                             |                                             |                                             |                                             |                                             |                                             |                                             |                                             |                                             |                                             |                                             |                                             |                                             |                                             |                                             |
| 4.ª | 2019                | 16                                          | 7                                           | 0                                           | 0                                           | -                                           | -                                           | -                                           | -                                           | -                                           | -                                           | 16                                          | 7                                           |                                             |                                             |                                             |                                             |                                             |                                             |                                             |
| 4.ª | 2020                | Suspendido debido a la Pandemia de COVID-19 | Suspendido debido a la Pandemia de COVID-19 | Suspendido debido a la Pandemia de COVID-19 | Suspendido debido a la Pandemia de COVID-19 | Suspendido debido a la Pandemia de COVID-19 | Suspendido debido a la Pandemia de COVID-19 | Suspendido debido a la Pandemia de COVID-19 | Suspendido debido a la Pandemia de COVID-19 | Suspendido debido a la Pandemia de COVID-19 | Suspendido debido a la Pandemia de COVID-19 | Suspendido debido a la Pandemia de COVID-19 | Suspendido debido a la Pandemia de COVID-19 | Suspendido debido a la Pandemia de COVID-19 | Suspendido debido a la Pandemia de COVID-19 | Suspendido debido a la Pandemia de COVID-19 | Suspendido debido a la Pandemia de COVID-19 | Suspendido debido a la Pandemia de COVID-19 | Suspendido debido a la Pandemia de COVID-19 | Suspendido debido a la Pandemia de COVID-19 |
| 4.ª | 2021                | 11                                          | 10                                          | -                                           | -                                           | -                                           | -                                           | -                                           | -                                           | -                                           | -                                           | 11                                          | 10                                          |                                             |                                             |                                             |                                             |                                             |                                             |                                             |
| 4.ª | 2022                | 28                                          | 25                                          | 5                                           | 2                                           | -                                           | -                                           | -                                           | -                                           | -                                           | -                                           | 33                                          | 27                                          |                                             |                                             |                                             |                                             |                                             |                                             |                                             |
| 3.ª | 2023                | -                                           | -                                           | -                                           | -                                           | 2                                           | 1                                           | -                                           | -                                           | -                                           | -                                           | 2                                           | 1                                           |                                             |                                             |                                             |                                             |                                             |                                             |                                             |
| Total | Total               | Total                                       | 55                                          | 42                                          | 5                                           | 2                                           | 2                                           | 1                                           | 0                                           | 0                                           | -                                           | -                                           | 62                                          | 45                                          |                                             |                                             |                                             |                                             |                                             |                                             |
| Total en su carrera | Total en su carrera | Total en su carrera                         | 55                                          | 42                                          | 5                                           | 2                                           | 2                                           | 1                                           | 0                                           | 0                                           | 0                                           | 0                                           | 62                                          | 45                                          |                                             |                                             |                                             |                                             |                                             |                                             |
| (1) Incluye Liga Santafesina (Debido a la poca información que hay algunos datos pueden estar erróneos) (2) Incluye Copa Santa Fe (3) Incluye Campeonato Argentino (4) Incluye Copa Federal (5) Incluye Copa Libertadores |                     |                                             |                                             |                                             |                                             |                                             |                                             |                                             |                                             |                                             |                                             |                                             |                                             |                                             |                                             |                                             |                                             |                                             |                                             |                                             |

## Palmarés

### Campeonatos regionales
| Título     | Club        | País      | Año  |
| ---------- | ----------- | --------- | ---- |
| Apertura   | C. A. Unión | Argentina | 2019 |
| Apertura   | C. A. Unión | Argentina | 2021 |
| Clausura   | C. A. Unión | Argentina | 2021 |
| Absoluto   | C. A. Unión | Argentina | 2021 |
| Apertura   | C. A. Unión | Argentina | 2022 |
| Copa Bplay | C. A. Unión | Argentina | 2019 |
| Absoluto   | C. A. Unión | Argentina | 2022 |

### Campeonatos provinciales
| Título        | Club        | País      | Año  |
| ------------- | ----------- | --------- | ---- |
| Copa Santa Fe | C. A. Unión | Argentina | 2019 |
| Copa Santa Fe | C. A. Unión | Argentina | 2022 |

### Otros logros
| Título            | Club        | País      | Año  |
| ----------------- | ----------- | --------- | ---- |
| Torneo de Reserva | C. A. Unión | Argentina | 2019 |